# Rusiny (obwód brzeski)
Rusiny (biał. Русіно, Rusino; ros. Русино, Rusino) – agromiasteczko na Białorusi, w obwodzie brzeskim, w rejonie baranowickim, w sielsowiecie Wielkie Łuki. Leży 8 km na południowy wschód od Baranowicz.
Istnieją tu dwie parafie – prawosławna pw. Narodzenia Matki Bożej oraz rzymskokatolicka pw. Chrystusa Króla.
W miejscowości stoi drewniana parafialna cerkiew z 2010 roku. Świątynia została zbudowana w stylu bizantyjsko-rosyjskim z domieszką nowoczesności.
W Rusinach znajduje się węzłowa stacja kolejowa Rusiny.